# Nausori
Nausori is een stad in Fiji en is de hoofdplaats van de provincie Tailevu in de divisie Central.
Nausori telde in 2007 bij de volkstelling 46.811 inwoners.